# Rovitex
A Rovitex Kft. egy 1996-ban alapított magyar vállalat, a legnagyobb magyarországi lakástextil-forgalmazó cég, Magyarország egyik vezető függöny-nagykereskedője, piacvezető függönygyártó- és nagykereskedelmi vállalkozás, többszörös Superbrands-díjas cég, Dél-Dunántúl egyik legdinamikusabban fejlődő textilipari vállalata.

## A cég fejlődése
A Rovitex Hungária Kft.-t a 2015-ben Angster József-díjjal kitüntetett Romeisz Norbert 1996-ban alapította. A cég egyszemélyes vállalkozásként egy pécsi garázsműhelyben kezdte működését, profilja elsődlegesen bútorszövetek kereskedelme volt.
A Rovitex 2002-ben Pécsett nyitotta meg az első központi irodáját és lakástextil-mintaboltját. 2014-ben zöldmezős beruházásként épült meg Pécsett az új, 4000 négyzetméteres gyártó- és logisztikai központjuk.
A cég fejlődése során több országban is leányvállalatot nyitott: Horvátország (2004), Csehország (2005), Németország (2006, a Galant Gardinen megvásárlásával), Szlovákia (2007), Románia (2008), Szerbia (2011), Irán (2016).
Az európai gyártóközpont mellett a cég saját termelő- és minőségellenőrző-kapacitással rendelkezik Törökországban és Kínában is.
2018-ban a pécsi központban több mint 70 dolgozót, egyéb irodáikban és a további piaci területeken pedig további 50 dolgozót foglalkoztatnak. Több alvállalkozójuk kizárólag a Rovitexnek szállít be.

## Termékkínálatuk
A cég termékkínálatában függönyök, ágytakarók, takarók, plédek, díszpárnák, ülőpárnák, szőnyegek, frottírtermékek, tapéták, bordűrök, gyermektermékek, szállodai, éttermi és közületi termékek, függönykiegészítők találhatóak.
Számos hazai és nemzetközi barkács- és bútorkereskedelmi áruházlánc beszállítója.
2018-ra a világ több mint 25 országába (többek között Ausztráliába, Japánba, Kanadába) exportál.